# Tamazunchale
Tamazunchale är en ort i Mexiko.   Den ligger i kommunen Tamazunchale och delstaten San Luis Potosí, i den sydöstra delen av landet, 210 km norr om huvudstaden Mexico City. Tamazunchale ligger 131 meter över havet och antalet invånare är 21 532.
Terrängen runt Tamazunchale är varierad. Runt Tamazunchale är det ganska tätbefolkat, med 67 invånare per kvadratkilometer. Tamazunchale är det största samhället i trakten. I omgivningarna runt Tamazunchale växer huvudsakligen savannskog.